# Bandeira da Iamália-Nenétsia
A bandeira da Iamália-Nenétsia é um dos símbolos oficiais do distrito autónomo da Iamália-Nenétsia, uma subdivisão da Federação da Rússia. Foi aprovada em 9 de dezembro de 1996.

## Descrição
Seu desenho consiste em um retângulo de fundo azul com proporção largura-comprimento de 2:3. A partir da borda inferior, a uma distância de um sétimo da largura está um desenho nas cores vermelho, azul e branco. A largura total do ornamento é de um quinto da largura da bandeira. A largura da parte branca é iguala 4/5 da largura total do ornamento. As faixas azul e vermelha são de mesma largura, ou seja 1/10 da largura da figura. No limite entre a faixas branca e o campo azul há uma ornamentação geométrica tradicional da Iamália equivalente 1/10 da largura total da bandeira.

## Simbolismo
As cores da bandeira seguem o padrão da maioria dos países do leste europeu, de algumas bandeiras de outras subdivisões russas, assim como a própria bandeira da Rússia, ou seja, usam as cores pan-eslavas que são o vermelho, o branco e o azul.
O padrão de ornamentação usado é igual ao usado na bandeira de Nenétsia, o que as torna bastante parecidas entre si.